# Wołcza Mała
Wołcza Mała (deutsch Klein Volz) ist ein Dorf in der Woiwodschaft Pommern in Polen. Es gehört zur Gmina Miastko (Gemeinde Rummelsburg)  im Powiat Bytowski (Bütower Kreis).

## Geographische Lage
Das Dorf liegt in Hinterpommern, etwa 170 Kilometer östlich von Stettin. Durch den Ort führt von Nordost nach Süd die polnische Landesstraße 20. Nächste Nachbarorte an der Landesstraße sind im Nordosten die Stadt Miastko (Rummelsburg) und im Süden das Dorf Miłocice (Falkenhagen). Der Nachbarort Wołcza Wielka (Groß Volz) liegt etwa 2 Kilometer nordwestlich.

## Geschichte
Ab dem 19. Jahrhundert bestanden in Klein Volz ein Gutsbezirk und eine Landgemeinde. Im Jahre 1910 zählte der Gutsbezirk Klein Volz 159 Einwohner und die Landgemeinde Klein Volz 108 Einwohner. Später wurde der Gutsbezirk in die Landgemeinde eingemeindet. Bis 1945 bildete Klein Volz eine Landgemeinde im Kreis Rummelsburg der preußischen Provinz Pommern. In der Landgemeinde wurden neben Klein Volz die Wohnplätze Chausseehaus Klein Volz, Gramhaus, Jägerhorst, Neu Abbau und Vorwerk Jägerhof geführt. Die Gemeinde zählte im Jahre 1925 289 Einwohner in 51 Haushaltungen, und im Jahre 1939 296 Einwohner.
Nach dem Zweiten Weltkrieg kam Klein Volz an Polen. Der Ortsname wurde zu „Wołcza Mała“ polonisiert.